# 米爾秋基
49°13′58″N 23°51′28″E / 49.23278°N 23.85778°E
米爾秋基（烏克蘭語：Миртюки），是烏克蘭的村庄，位於該國西部利沃夫州，由斯特雷區斯特雷市鎮負責管轄，始建於1915年，面積10.5平方公里，海拔高度305米，2024年人口938，人口密度每平方公里89.33人。